# Илтеу (Арад)
Илтеу (рум. Ilteu) насеље је у Румунији у округу Арад у општини Петриш. Oпштина се налази на надморској висини од 168 m.

## Становништво
Према подацима из 2002. године у насељу је живело 323 становника, од којих су сви румунске националности.